# Kevin Roovers
Kevin Roovers (Oosterhout, 9 maart 1984) is een voormalig Nederlands honkballer en momenteel honkbalcoach.
De rechtshandige werper kwam sinds het seizoen 2008 tot en met 2011 uit voor het eerste herenteam van de hoofdklassevereniging HCAW. Roovers begon met honkballen op zesjarige leeftijd bij de vereniging Twins in zijn geboorteplaats. Hij woonde tegenover de honkbalvelden en doorliep bij de vereniging de gehele jeugdopleiding vanaf de peanuts om uiteindelijk daar in het eerste herenteam te belanden wat destijds in de eerste klasse speelde. In 2002 promoveerde zijn team naar de hoofdklasse en speelde daar twee jaar. Toen de vereniging daarna weer degradeerde besloot Roovers samen met teamgenoten Bart Gabriëls en de broers Jurriaan en Siemen Korff over te stappen naar Instant Holland Almere '90. Helaas degradeerde ook dit team na een jaar en stapten de spelers over naar HCAW. In 2007 stond Roovers met 96 innings op de derde plaats in de ranglijst van hoofdklassewerpers met de meest geworpen innings in het seizoen. In 2012 kwam er een eind aan zijn verblijf in de hoofdklasse en keerde hij terug naar de Twins. In 2015 werd hij de hoofdcoach van de vereniging en keerde met hen terug in de hoofdklasse. Roovers studeerde HBO Vrijetijdsmanagement aan de NHTV, een hogeschool in Breda.